# Santa Maria delle Grazie a Porta Angelica
Santa Maria delle Grazie a Porta Angelica ou Igreja de Nossa Senhora das Graças na Porta Angélica, era uma igreja de Roma, Itália, localizada no rione Borgo, perto da Porta Angélica e demolida em 1939. Ficava onde está a via di Porta Angelica, no canto sul do cruzamento com o borgo Angelico. Era dedicada a Nossa Senhora das Graças.

## História
Esta igreja foi fundada em 1588 por Albenzio Rossi, um peregrino de Cetraro, na Calábria. Tendo experimentado as dificuldades enfrentadas pelos pobres em Roma, ele decidiu fundar um pequeno hospício para peregrinos e uma capela dedicada inicialmente à Ascensão.
Porém, um de seus patrocinadores doou-lhe um ícone bizantino de Nossa Senhora, supostamente vindo de Constantinopla, e ele foi abrigado na capela do hospício, tornando-se rapidamente o foco de uma grande devoção popular. Os fieis deram-lhe o nome de "Nossa Senhora das Graças", que já pertencia a um ícone muito antigo que ficava em Santa Maria delle Grazie al Foro Romano e hoje está em Santa Maria della Consolazione.
Como resultado da popularidade do ícone, o complexo inteiro foi reconstruído em 1618 e passou a contar com uma igreja muito maior. Os discípulos de Rossi se organizaram numa confraria chamada de "Eremitas de Rossi" (chamados de "Romiti"); eles não eram religiosos consagrados, pois não fizeram voto algum e podiam partir à vontade (ou serem expulsos por mau comportamento). O hospital e a igreja ficaram sob os cuidados dos confrades.
Em 1618, todo o complexo foi reconstruído por iniciativa do cardeal Marcello Lante. 
Porém, em 1806 só restavam dois membros e a confraria foi suprimida. O complexo foi entregue aos Frades Penitentes de Jesus de Nazaré, conhecidos como "scalzetti". Em 1864, uma reforma foi paga por Silvestro Lais, um armador, cujo túmulo ficava na igreja. Porém, em 1939, a igreja foi demolida e substituída por Santa Maria delle Grazie al Trionfale (que foi inaugurada dois anos depois). O altar-mor, o ícone e alguns itens da igreja antiga foram levados para a nova.
O motivo da demolição foi que a muralha do Vaticano precisou ter seu trajeto remodelado justamente no local. Originalmente, a muralha seguia para o bastião do Castel Sant'Angelo, a noroeste, e abarcava vizinhança atravessada pelo borgo Pio e o borgo Vittorio. Durante as negociações do Tratado de Latrão, entre a Santa Sé e o governo da Itália, assinado em 1927, ficou acordado que esta região não seria parte da recém-fundada Cidade do Vaticano. Por isso, a muralha a leste da Porta Angélica foi demolida e reconstruída mais adiante, a oeste da via di Porta Angelica, que foi alargada, o que levou à demolição da igreja. 
Esta foi a última igreja histórica a ser demolida em Roma. Um mosaico e uma inscrição num edifício moderno, bem na esquina, marcam a localização aproximada da antiga igreja.